# دوشیزه سرقت
دوشیزه سرقت (انگلیسی: The Maiden Heist) یک فیلم در ژانر سرقت و کمدی به کارگردانی پیتر هویت است که در سال ۲۰۰۹ منتشر شد. از بازیگران آن می‌توان به کریستوفر واکن، مورگان فریمن، ویلیام اچ میسی، مارسیا گی هاردن، و برکین مایر اشاره کرد.

## خلاصه داستان
راجر (کریستوفر واکن) نگهبان موزه هنر است. او مدت بسیار زیادی از زمان خود راصرف نگاه کردن به نقاشی مورد علاقۀ خود با عنوان The Lonely Maiden که تصویری از صورت یک زن زیباست، می کند. راجر علی رغم این که همسری به نام رز (مارسیا گی هاردن) دارد، نسبت به این نقاشی وسواس زیادی نشان داده می دهد. رز می خواهد راجر بازنشسته شود تا آنها بتوانند منزل خود را به فلوریدا ببرند. یک روز بعد از ظهر، راجر می فهمد که چندین قطعه از اشیای موزه ، از جمله تابلوی The Lonely Maiden قرار است برای همیشه به موزه دیگری در کپنهاگ دانمارک منتقل شود. راجر، مأیوس از این که نمی توانست دوشیزۀ تابلو را دنبال کند، ناامید می شود تا این که با چارلز (مورگان فریمن)، نگهبان دیگری از همان موزه که محو جذابیت نقاشی مشابه دیگری در طبقه ای دیگر است، ملاقات می کند. 

## بازیگران
- مورگان فریمن
- کریستوفر واکن
- ویلیام اچ میسی
- مارسیا گی هاردن
- برکین مایر